# Diehl Metall
Diehl Metall ist ein Teilkonzern der Diehl Stiftung & Co. KG mit Hauptsitz in Röthenbach an der Pegnitz bei Nürnberg. Diehl Metall produziert an Standorten in Europa, Asien, Südamerika und den USA. Diehl Metall produziert Halbzeuge, Umformteile, Hochpräzisionsstanzteile mit Oberflächenbeschichtungen sowie Einpresszonen, Metall-Kunststoff-Verbundsysteme und Zellkontaktiersysteme. Das Unternehmen betreibt Werkstoffentwicklung und -erzeugung, Blechumform- und Schmiedetechnik sowie Oberflächen-, Stanz-, Einpress-, Umspritz- und Montagetechnik.

## Geschichte

### Gründungsjahre
1902 gründeten Margarete geb. Schmidt (* 25. August 1880 in Nürnberg) und Heinrich Diehl (* 3. August 1878 in Kölschhausen; † 1938 in Nürnberg) eine Kunstschmiede in Nürnberg. 1914 begannen sie mit dem Guss von Stangen und der anschließenden Fertigung von Gesenkpressteilen in der Nürnberger Geuderstraße.
In den nächsten Jahren wurde ein Metallwerk am Nordostbahnhof in Nürnberg gebaut und eine moderne Strangpresse zur Herstellung von Stangen und Rohren errichtet. 1930 trat Karl Diehl, der einzige Sohn von Margarete und Heinrich Diehl, in das Unternehmen der Eltern ein. Er übernahm den Metallverarbeitungsbetrieb kurz vor Beginn des Zweiten Weltkrieges. 1938 wurde mit dem Bau eines neuen Halbzeugwerkes in Röthenbach an der Pegnitz begonnen.

### Historisches
Während des Zweiten Weltkrieges wurden weite Teile der Werksanlage durch Luftangriffe zerstört und nahezu die gesamten Betriebseinrichtungen demontiert. 1949 wurde auf Grundlage der noch vorhandenen Pressen, Öfen und Werkzeugmaschinen damit begonnen, die Anlage wieder aufzubauen. Die Gießereianlage wurde von Leichtmetall auf Schwermetall umgestellt.
1951 wurde eine 3.500-Tonnen-Presse aufgebaut. 1956 begann Diehl Metall mit der Synchronringfertigung.
Während der nächsten Jahre baute Diehl Metall ein neues Rohrwerk mit einer 1.600-Tonnen-Rohrpresse und errichtete die erste kontinuierliche Doppelstranggussanlage für Messing mit einer Jahreskapazität von 47.000 Tonnen.
1973 wurde Diehl do Brasil Metalúrgica durch Diehl Metall in São Paulo, Brasilien gegründet.
Von 1974 bis 1984 wurde die Gesenkschmiede erweitert, eine weitere Rohrpresse installiert, eine Entstaubungsanlage für die Gießerei gebaut und um die kontinuierlich arbeitende „Demag-Stranggießanlage“ erweitert. 1977 wurde die sogenannte Schumaghalle errichtet.
1985 wurden Wärmerückgewinnungsanlagen in der Gießerei installiert. Gleichzeitig wurde das Laborgebäude bei Diehl Metall Messing, heute Diehl Brass Solutions, ausgebaut. 1990 nahm Diehl Metall bei einem Pilotprojekt des Umweltamtes Berlin teil und errichtete eine neue Entstaubungsanlage.
1998 wurde Diehl Metall Schmiedetechnik in neue Räumlichkeiten verlagert.
1999 wurde Röthenbach an der Pegnitz zum Hauptsitz von Diehl Metall.

### Unternehmensexpansion
2002 schied Karl Diehl aus dem Unternehmen aus und sein erstgeborener Sohn Werner Diehl übernahm den Posten des Aufsichtsratsvorsitzenden.
2003 wurde die Diehl Synchro Tec Manufacturing (Wuxi) Co. Ltd. in China gegründet. 2006 übernahm Diehl Metall die OTB Oberflächentechnik in Berlin und gründete Diehl Power Electronic S.A.S. in Frankreich. Ein Jahr später übernahm das Unternehmen Diehl Augé Découpage in Frankreich. Im Jahr 2009 wurde die Diehl Metal Applications GmbH (DMA) mit Standorten in Deutschland, Frankreich und China errichtet, die Unternehmen der Diehl Metal Applications sind Diehl Metal Applications GmbH (Standort Berlin), Diehl Metal Applications GmbH (Standort Teltow), Diehl Augé Découpage (Besançon), Diehl Power Electronic (Siaugues).
Ein Jahr darauf übernahm Diehl Metall die Zehdenick Innovative Metall- und Kunststofftechnik GmbH, heute unter der Diehl Advanced Mobility GmbH firmiert. Dort wurde 2011 eine Produktentwicklung aufgebaut, die unter anderem Lösungen für Hybrid- und Elektrofahrzeuge entwickelt. 2012 übernahm Diehl die Schempp & Decker Präzisionsteile und Oberflächentechnik GmbH in Berlin und gründet im gleichen Jahr Diehl Metal India Pvt. Ltd. in Indien. 2013 wurden die beiden Gesellschaften OTB Oberflächentechnik in Berlin und Schempp & Decker Präzisionsteile und Oberflächentechnik auf die Diehl Metal Applications GmbH vereint.

## Standorte
Diehl Brass Solutions in Röthenbach an der Pegnitz stellt Messinghalbzeuge wie Stangen, Rohre und Profile sowie Gussbolzen und Masseln aus der eigenen Gießerei her. Die Gesamtkapazität für Halbzeug beträgt 150.000 Tonnen pro Jahr.
Diehl Metall Schmiedetechnik ist ebenfalls in Röthenbach an der Pegnitz angesiedelt und stellt Gesenkschmiedeteile sowie Synchronringe für Kraftfahrzeuggetriebe her. Das Werk hat europaweit eine der größten Schmiedekapazitäten.
Diehl do Brasil Metalúrgica in São Paulo/Brasilien produziert Messingsynchronringe für den nord- und südamerikanischen Markt.
Diehl Metal India mit Sitz in Pune/Indien, einem Zentrum der Automobilindustrie, produziert und vertreibt Synchronringe auf dem indischen Markt. Diehl Synchro Tec Manufacturing in Wuxi/China stellt Synchronringe für den asiatischen Markt her.
Franconia Industries in Naperville, Illinois/USA ist die Verkaufsorganisation des Geschäftsfeldes Diehl Brass Solutions für die Märkte in den USA und Kanada.
SMH Süddeutsche Metallhandelsgesellschaft in Röthenbach an der Pegnitz bietet die Möglichkeit Legierungsmetalle, vor allem Kupfer, Zinn, Zink und Nickel in Form von Rohmetall oder Recyclingmaterial bei Diehl Metall abzusichern und so Risiken der Preisentwicklung und die hohe Volatilität der Metallpreise abzufedern.
Diehl Metal Applications in Berlin bietet metallische Beschichtung von Bändern und Stanzteilen, sogenannte Oberflächenveredelung an.
Schwerpunkt im Kunststoffbereich bei Diehl Metal Applications in Teltow liegt in der Herstellung von Lampensockeln für Automobillampen, außerdem zählt das Unternehmen zu den Marktführern in den Bereichen Präzisionsteile und Oberflächenbeschichtung.
Diehl Augé Découpage am Standort Besançon/Frankreich hat einen eigenen Werkzeugbau, der eigenes Werkzeugdesign und damit Präzisionsstanztechnik für anspruchsvollste Präzisionsstanzteile in Klein- und Serienproduktion ermöglicht. Bei Diehl Power Electronic in Siaugues Sainte-Marie/Frankreich werden vollflächige metallische Beschichtung und die Streifenveredelung von Bändern aus verschiedenen Metallen sowie von gestanzten Teilen angeboten. Diehl Electronic Components bedient als Sales Office und Warehouse Kunden und Geschäftspartner des asiatischen Marktes.
Diehl Advanced Mobility in Zehdenick ist ein Unternehmen für Werkzeug-, Stanz- und Kunststofftechnik und Zulieferer in den Bereichen Automotive, Elektronik und Kommunikation.

## Produkte
Diehl Metall fertigt folgende Produkte:
- Kupferlegierungen
- Stangen, Rohre, Profile, Masseln (aus Messing & Sondermessing)
- Gesenkschmiedeteile (aus Leichtmetall & Messing)
- Synchronringe (aus Messing & Stahl) mit und ohne Reibbelag
- Präzisionsstanzteile
- Einpresszonen
- Metallische Beschichtungen für Verschleißfestigkeit, Lötbarkeit, Korrosionsbeständigkeit oder Leitfähigkeit
- Metall-Kunststoff Verbundsysteme für elektronische und elektrotechnische Anwendungen wie ABS, ESP, Getriebesteuerung und Zentralelektrik
- Zellkontaktiersysteme für Alternative Antriebstechnik
- Mobilitätskonzepte im Bereich E-Solutions